# モハメド・アリ・ハン
モハメド・アリ・ハン（アラビア語: محمد علي خان、Mohammed Ali Khan、1988年11月1日 - ）は、レバノンとスウェーデンの元サッカー選手、現サッカー指導者。元レバノン代表。選手時代のポジションはDF。
かつては1986年生まれであると思われていたが、2013年にレバノンの出生証明書が見つかり1988年生まれである事が判明、実はスーペルエッタンに15歳でデビューしていた選手であった事が明らかになった。

## クラブ歴
ヴェストラ・フレルンダIFの下部組織出身で2004年にトップチームに昇格し、スーペルエッタン初出場を飾った。2009年にアルスヴェンスカンのBKヘッケンに移籍。2014年には中国サッカー・スーパーリーグ所属の天津泰達足球倶楽部に移籍したが、2015年にハルムスタッズBKに移籍してアルスヴェンスカンに復帰した。2016年7月に選手を引退した。

## 監督歴
2016年3月2日に、ユース、トップともに在籍したヴェストラ・フレルンダの新監督に就任。しかしこの時はまだハルムスタッズの選手でもあった。ハルムスタッズ側が選手兼任監督に難色を示したため、3月10日に僅か2試合の指揮で辞任を余儀なくされた。
2016年11月28日にヒュースクヴァーナFFの2017シーズンの新監督に就任した。